# ريكي شيلدز
ريكي شيلدز (بالإنجليزية: Ricky Shields)‏ مواليد 27 يوليو 1982 في أبر مارلبورو، هو لاعب كرة سلة أمريكي. بدأ مسيرته الاحترافية في سنة 2005. يبلغ طوله 6 قدم 4 بوصة (1.9 م). لعب مع نادي كركا لكرة السلة ونادي دومدجالي لكرة السلة.

## روابط خارجية
- ريكي شيلدز على موقع كرة السلة الأوروبية.كوم (الإنجليزية)
- ريكي شيلدز على موقع كلية كرة السلة في سبورتس رفرنس.كوم (الإنجليزية)
- ريكي شيلدز على موقع ريلجم (الإنجليزية)
- ريكي شيلدز على موقع بروبوليرز (الإنجليزية)
- ريكي شيلدز على موقع سبورتس رفرنس (الإنجليزية)
- ريكي شيلدز على موقع سبورتس رفرنس (الإنجليزية)